# Tipula (Lunatipula) subbispina
Tipula (Lunatipula) subbispina is een tweevleugelige uit de familie langpootmuggen (Tipulidae). De soort komt voor in het Palearctisch gebied.